# 아웃스탠딩 (음반)
〈아웃스탠딩〉(アウトスタンディング)는 HKT48의 2번째 앨범이다.